# ジョージ・ロンバード・ジュニア
ジョージ・ロンバード・ジュニア（George Lombard Jr., 2005年6月2日 - 男性）は、 アメリカ合衆国フロリダ州マイアミ・デイド郡パインクレスト出身の野球選手（内野手）。右投右打。
父親は元プロ野球選手のジョージ・ロンバード。